# El regne de les granotes
El regne de les granotes (xinès simplificat: 青蛙 王国, pinyin: Qīngwā Wángguó) és una pel·lícula d'animació xinesa dirigida per Nelson Shin i estrenada el 2013. Va ser produïda per Jilin VIXO Animation, sent la primera producció de caràcter internacional sorgida de l'Institut d'Animació de Jilin. El 30 de juny de 2015, Lionsgate i Grindstone Entertainment Group van publicar als Estats Units una versió doblada de la pel·lícula en vídeo a la carta i en DVD. Ha estat doblada al català oriental.
La pel·lícula tracta d'un regne de granotes, on el rei organitza un concurs esportiu als peus del Changbai per tal de trobar una parella per a la seua filla.

## Estrena
La pel·lícula es va estrenar a la Xina el 28 de desembre de 2013. Un doblatge en anglés, amb Cameron Dallas, Bella Thorne i Drake Bell, es va estrenar als Estats Units el 30 de juny de 2015 en DVD i a través de vídeo a la carta de Lionsgate.
A data del 5 de gener de 2014, la pel·lícula havia recaptat 2,58 milions de dòlars a la Xina. El 19 de febrer del 2016 s'estrena una seqüela al seu país d'origen, que també es doblà a l'anglés i estrenà als Estats Units mitjançant plataformes de reproducció en directe.